# Municipio de Sabinas Hidalgo
Sabinas Hidalgo es un municipio del estado de Nuevo León, México; se ubica al norte del estado, limita al norte con Lampazos; al sur con Salinas Victoria e Higueras; al este con Vallecillo y Agualeguas; al oeste con Lampazos, Villaldama y al suroeste con Salinas Victoria.

## Fundación
El General Ignacio de Maya fue el fundador oficial de esta población el 25 de julio de 1693. Día del Apóstol Santiago 1694; llamándola Real de Santiago de las Sabinas, posteriormente se le denominó Villa de Sabinas Hidalgo, en honor del Padre de la patria Don Miguel Hidalgo y Costilla.El nombre Sabinas proviene de la gran cantidad de Sabinos (Taxodium mucronatum) (árboles que los españoles confundieron con aquellos del Viejo Mundo) Y se constituyó en ciudad en 1971 con el nombre actual.
El Licenciado Don Francisco de la Calancha y Valenzuela fue el primer poblador del Real de Santiago de las Sabinas, esto en el año de 1692.
Su fundación se basó en el hecho de encontrarse un manantial, el cual fue transformado en parque en la década de 1920 y el cual es conocido como El Ojo de Agua, además de este balneario también se cuentan entre sus atractivos turísticos los parques La Turbina, El Charco del Lobo y el Templo de la Parroquia de San José, construido en el siglo XVIII, frente a la plaza principal.
De la primera merced únicamente se hacen válidos doce sitios de ganado mayor, ya que una parte de las tierras que se amparan con dicha merced estaban "de la otra banda del río de las Sabinas por estar estos terrenos poblados por mercedes, aunque modernas, por no hacerlas perjuicio a los dichos que están poblados, que son del General Pedro Echeverz y Subiza y el General Antonio Fernández Vallejo".
Aceptando finalmente propiedad sobre catorce sitios de ganado mayor, tres de ganado menor y ocho caballerías de tierra que "se empezaron a medir desde los linderos de las tierras del sargento mayor Antonio López de Villegas, que fue citado y empezó desde un punto que llaman las Piedras Coloradas, Cerro de los Picachos, debajo de estos linderos quedaron enterrados los sitios referidos con sus caballerías de tierra, con sus entradas y salidas, aguajes y abrevaderos, incluyendo debajo la población de dicho señor comisario, y por lo que mira a la calidad de dichas tierras, son muy montañescas y de pocos aguajes, por lo que mira a la labor que tiene en beneficio, es muy buena aunque se ha abierto a punta de hacha por haber visto los troncos de los chaparros cortados; asimismo certificó por público y notorio que fue el primer poblador de las Sabinas y luego los demás. 
La fecha de fundación del Real de Santiago de las Sabinas se obtiene por las siguientes referencias: A) De los documentos que amparan las propiedades de los primeros pobladores, o. B) De referencia que después en los documentos oficiales se ven asentados.
Así por ejemplo el Licenciado de la Calancha y Valenzuela alegando antigüedad y derecho del primer poblador expone en 1710 "que tengo poblado dicho valle ha tiempo de 18 años" o sea en 1692, correspondiendo la fecha seguramente a merced que le otorgaba el gobernador Pedro Fernández de la Ventoza. Más la fundación del Real como tal, es decir de una población minera, se sitúa en tiempos del Gobernador Juan Pérez Merino, en 1693, coincidiendo esto con la afirmación que hace lo propio de la Calancha y Valenzuela al testimoniar en el citado documento que "a su invitación entró con esta parte el General Ignacio de Maya y luego los demás".
Hay que distinguir dos tipos de poblaciones originales entre 1692 y 1693 en el Real de Santiago de las Sabinas. Por una parte el Licenciado de la Calancha y Valenzuela como primer poblador concentró a los trabajadores en su hacienda de labor que sería después la Hacienda de San Francisco Javier y luego la Hacienda Larraldeña.
Por otra parte la población minera que tomó auge a partir de 1693 con la actividad del General Ignacio de Maya y de su yerno el general Pedro Echeverez y Subiza que se situaron en la banda norte del río de las Sabinas. Se reconoce como año de fundación el de 1693 pues en los documentos oficiales de 1731 a 1836 se hace referencia aludiendo a tal año.
La solicitud que el general Ignacio de Maya hace ante el gobernador Pedro Fernández de la Ventoza para que se le otorgase una merced de dos sitios de ganado mayor y cuatro caballerías de tierra en el río de las Sabinas marcaba las siguientes referencias: "de la una y otra banda, donde más cómodo fuere y por potrerillo como legua y media de dicho río, como quien va a cabeza de víboras, a mano izquierda y unas lomas largas, basas, por el otro lado hojito de aguacomo un carrizalejo" lo pide, "por las noticias que se me dieron del descubrimiento de las minas que se han hecho, intitulado Nuestra Señora de San Juan y Boca de Leones viene a las dichas minas en consideración de haberme parecido la calidad de los metales pretendo poblarla por hallarme con los avíos necesarios y adherentes, mulas y todo los demás anexos para lo cual solicitó fundar un molino de agua".
Esta solicitud fue resuelta satisfactoriamente al General Maya, marcándosele a partir de la banda norte del río. La merced está dada el 3 de febrero de 1692.

## Cronología de Hechos Históricos
- 1716: Las intensas lluvias que caen durante 40 días seguidos hacen que el Río Sabinas  tome un peligroso caudal, arrasando con todo en sus márgenes.
- Lunes 7 de julio de 1851: Un huracán desborda el río, el cual inunda la parte más antigua de Sabinas, de tal manera que el Barrio del Aguacate se convirtió en un islote.

- Sábado 8 de octubre de 1881: Torrenciales lluvias provocaron inundaciones en Sabinas.

- Miércoles 14 de febrero de 1894: Una capa de 80 centímetros de nieve incomunica a Sabinas.

- 1907-1909: Una intensa sequía azota a Sabinas provocando la pérdida de ganado y cosechas, esta terminó en el verano de 1909 con las lluvias  torrenciales  que se presentaron al iniciar el mes de julio.

- Jueves 1 de julio de 1909: Un huracán provocó lluvias torrenciales que inundaron Sabinas Hidalgo, Villaldama y Bustamante.

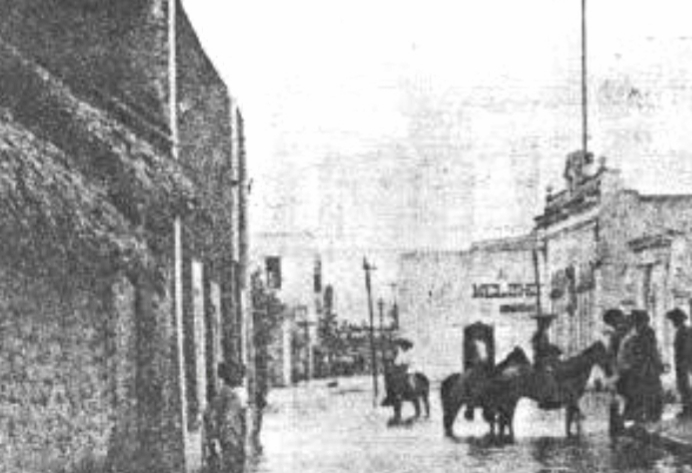
Julio de 1909

- Sábado 28 de agosto de 1909: Se registran lluvias torrenciales provocadas por un huracán, estas provocan que el Río Sabinas se desborde y utilice el viejo brazo del río, el cual estaba poblado. El centro de Sabinas se vio inundado; ese día, voluntarios ayudaron al rescate de personas por el derrumbe de las casas y al salvamento de documentos importantes en el Templo San José y presidencia municipal, pues estas estaban completamente inundadas, además la plaza principal se vio cubierta por el agua.

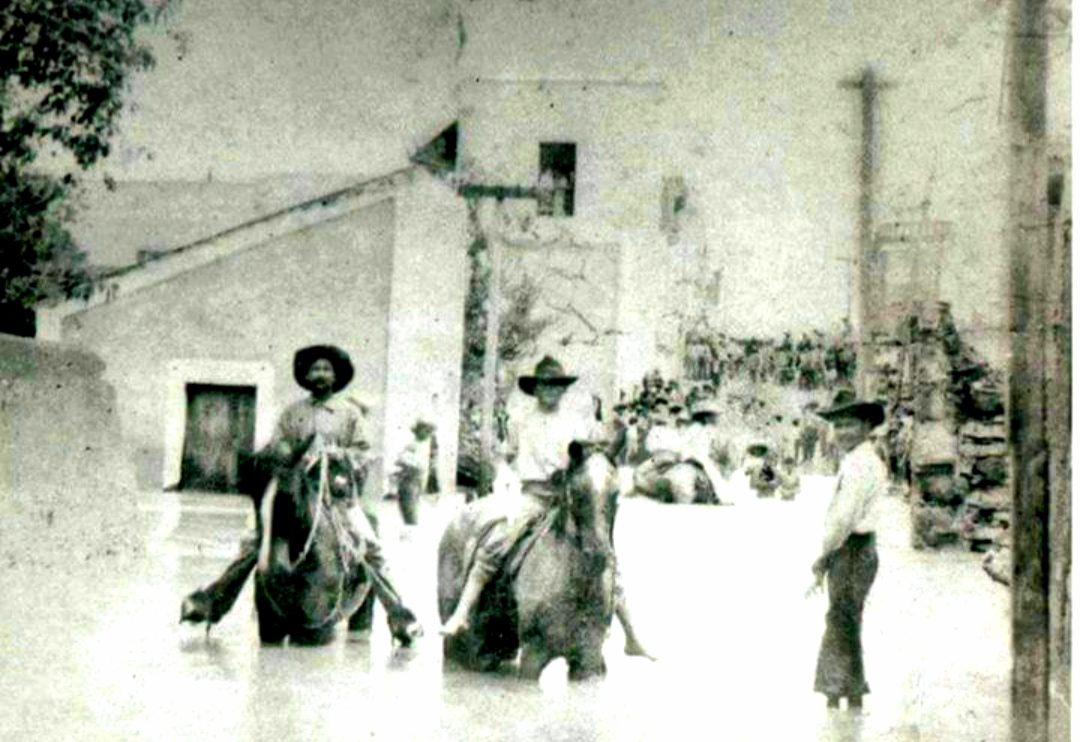
28 de agosto de 1909.Vista hacia el norte; hoy intersección entre Av. Niños Héroes y Porfirio Díaz.

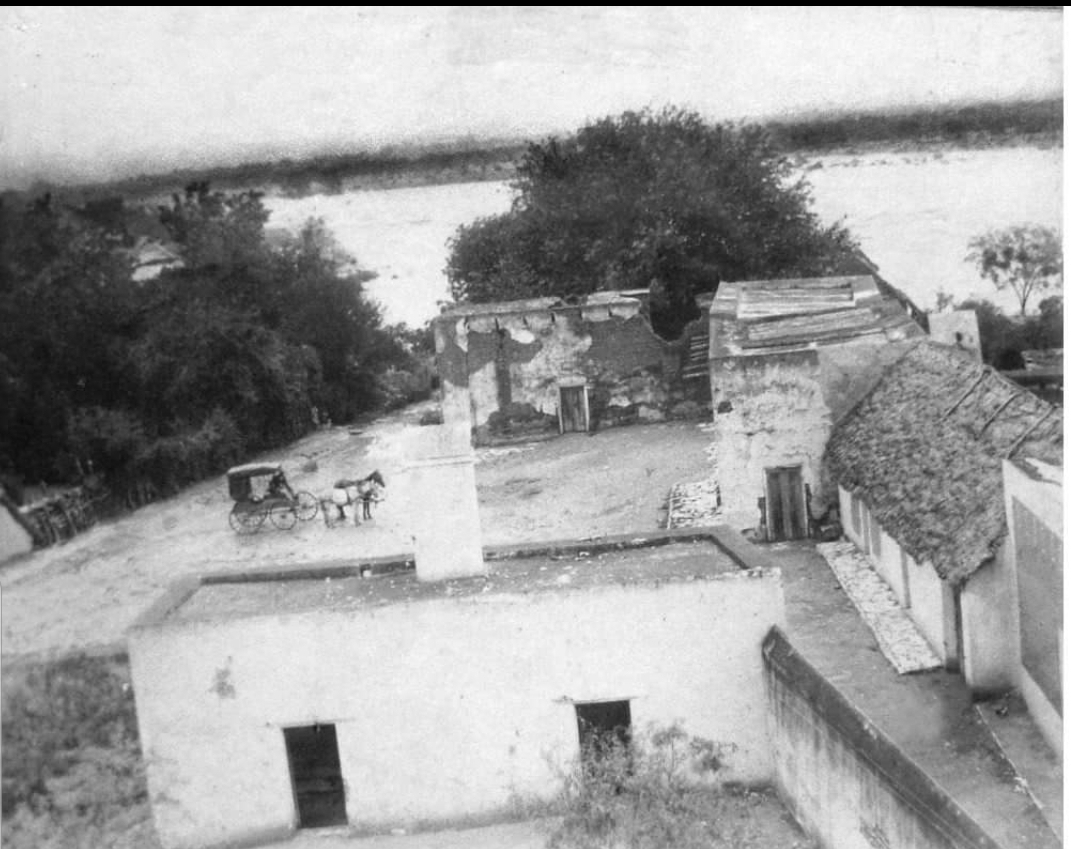
Inundación de 1909 en Sabinas Hidalgo.

- 1933: Se tuvo la llegada de 3 huracanes; el primero de Categoría 2 el 8 de julio, el segundo de Categoría 1 el día 5 de agosto y el 6 de septiembre uno de Categoría 3, este último causó una creciente impresionante del río.

- Miércoles 6 de septiembre de 1933: La creciente  arrasó con los sabinos que se encontraban en las márgenes del río; muchos de ellos se detuvieron en el puente de la carretera nacional haciendo que el agua pasara sobre el puente, los trabajadores de la carretera tuvieron que intervenir, haciendo un rebaje en uno de los extremos del puente porque la fuerza del agua amenazaba con derribarlo.

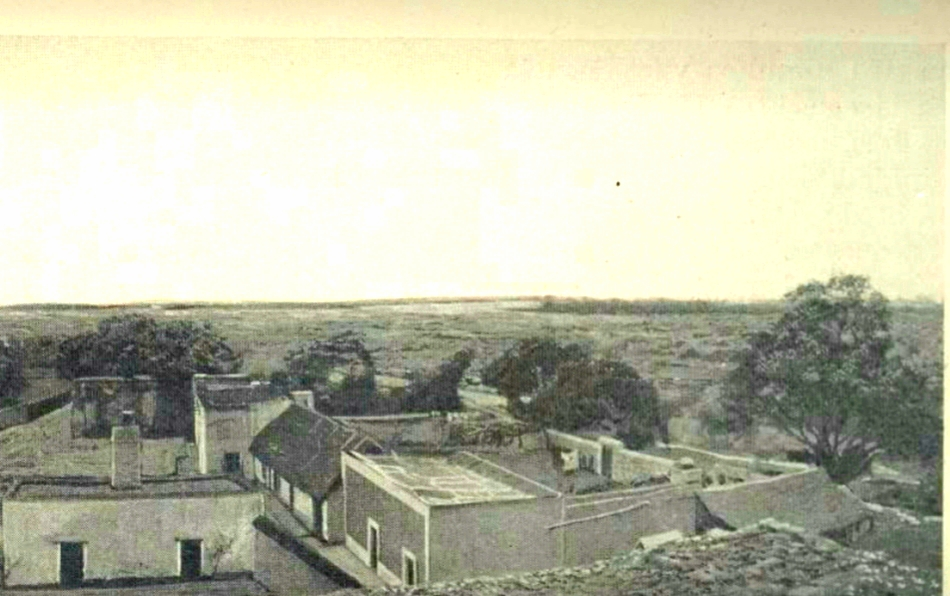
Imagen tomada desde la azotea del Templo San José; con el Río Sabinas al fondo formando una represa.

- Lunes 9 de enero de 1967: Se registra una intensa e histórica nevada, la más grande del siglo XX, la cual incomunica a Sabinas.
- Martes 19 de septiembre de 1967: El Huracán Beulah (1967) de categoría 5 toca tierra en Matamoros; el día 21 de septiembre Sabinas queda incomunicado.

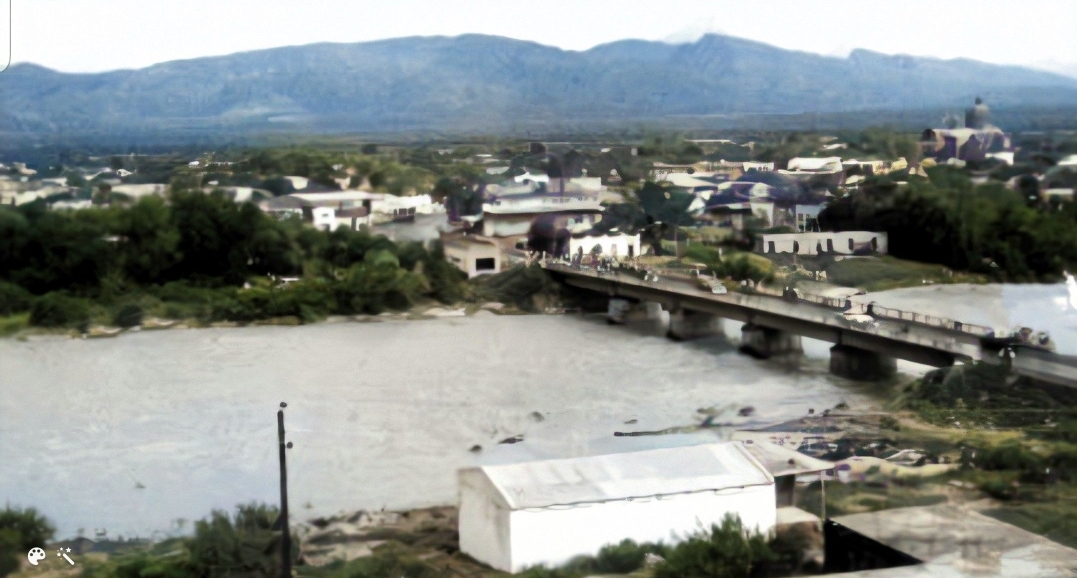
Río Sabinas en el Huracán Beulah.

- 23 de diciembre de 1983: Arriba a Sabinas el "Expreso Siberiano" que congeló gran parte de Norteamérica; el 24 de diciembre la temperatura fue cayendo de -6 °C a -8 °C; el 25, día de Navidad se registra la temperatura más baja de la historia reciente con -12 °C, algunas áreas fuera de la ciudad alcanzaron la sensación térmica de -14 °C .
- Sábado 17 de septiembre de 1988: El Huracán Gilberto provoca torrenciales lluvias, las cuales hacen que el río tome un peligroso caudal, el cual arrasó con todo a su paso, llevándose ranchos, animales e infraestructura urbana.

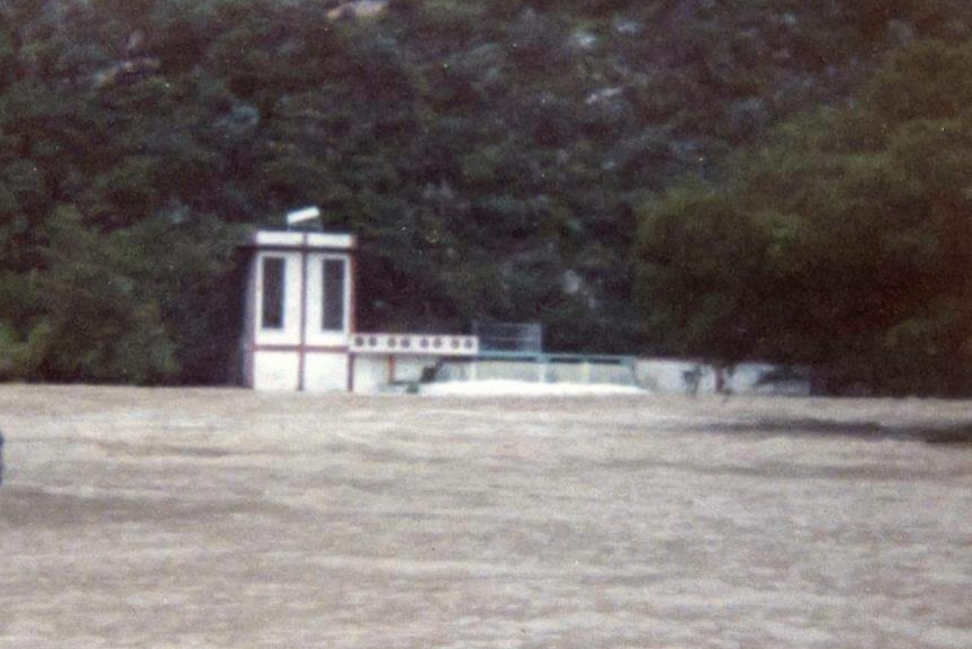
Río Sabinas
durante el Huracán Gilberto

- 22 de diciembre de 1989: Llega el "Expreso de Alaska" con temperaturas de hasta -10 °C.

- El martes 11  y miércoles 12 de septiembre de 2001: Se registran lluvias torrenciales que provocan la crecida de arroyos.

- Jueves 21 de julio de 2005: El Huracán Emily (2005) de categoría 3 provoca intensas lluvias de hasta 12 pulgadas.

- El jueves 26 y el viernes 27 de julio de 2007: Se registran torrenciales lluvias de casi 300 milímetros; estas provocan el desborde de los arroyos "La Morita" y "El Jabalí" inundando diversas colonias del municipio. La tormenta tomó por sorpresa a la población, la cual se encontraba celebrando la feria de la fundación; esta fue pospuesta hasta que las condiciones mejoraran.
- Martes 18 de marzo de 2008: Un frente frío provoca fuertes ráfagas de viento de hasta 100 km/h; estas levantaron una tormenta de polvo que disminuyó la visibilidad, además se reportó la caída de anuncios panorámicos, incendios y cortes en el suministro de energía eléctrica.
- Jueves 1 de julio de 2010: El Huracán Alex (2010) provocó lluvias récord de 30 pulgadas; puntualmente más, las cuales causaron que el Río Sabinas arrasara con las instalaciones del parque La Turbina, El Charco del Lobo y varios puentes y vados, además de una inundación generalizada por las corrientes de los arroyos que se abrieron paso entre las calles. Cientos de familias resultaron afectadas al entrar el agua en sus hogares, también la infraestructura urbana se vio fuertemente afectada. Fue tanta la lluvia caída que pasado varios meses los ríos y arroyos  continuaron con caudal.

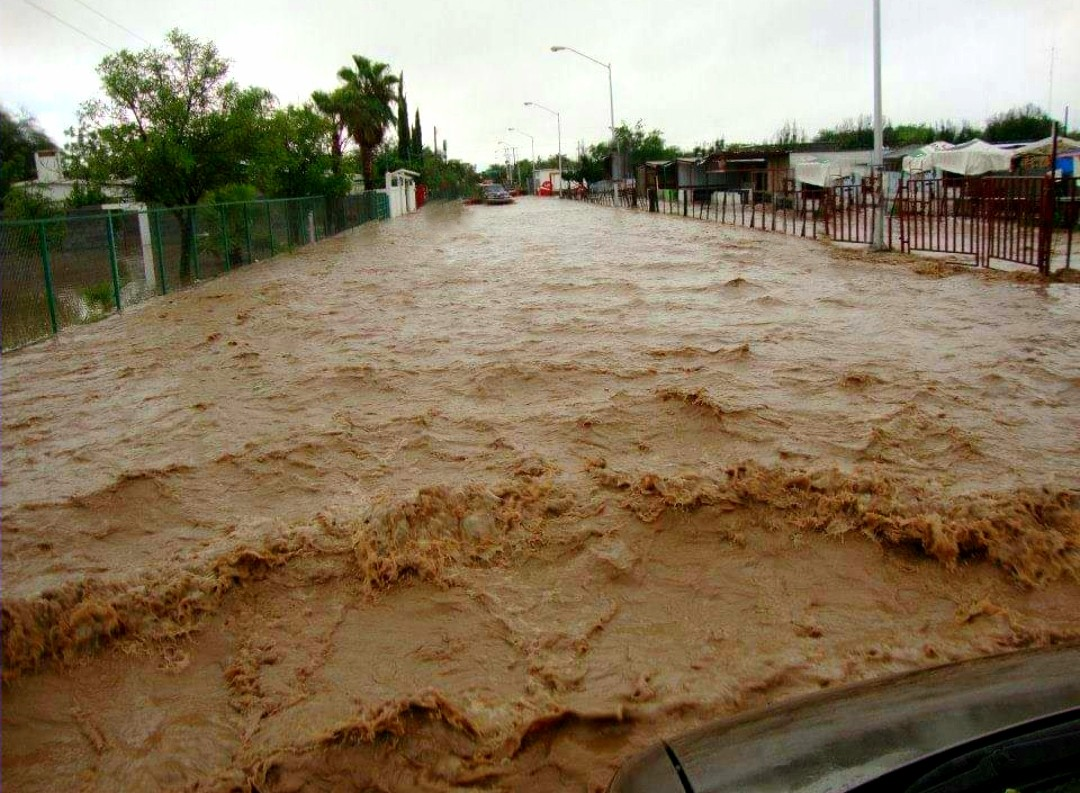
Inundación en Sabinas Hidalgo en la tarde del 1 de julio de 2010.

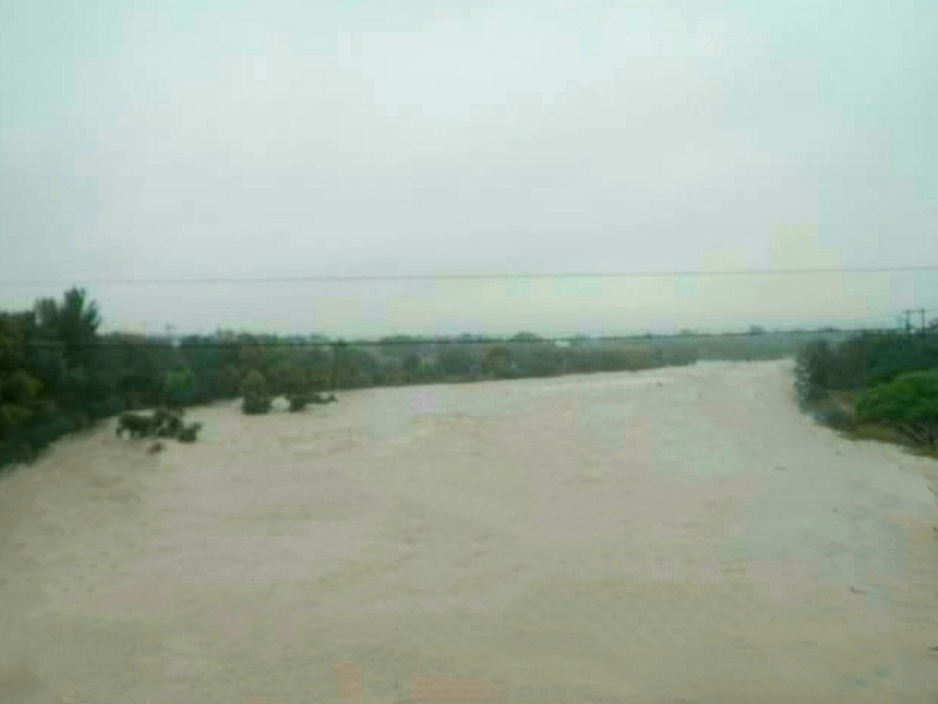
Río Sabinas el 1 de julio de 2010

- A partir de septiembre de 2010 y los años 2011, 2012 y mitad de 2013 se registró una intensa sequía la peor en muchos años, lo cual provocó que el Ojo de Agua, el río y los mantos acuíferos alcanzarán un nivel alarmantemente bajo, cientos de personas resultaron afectadas por la pérdida de sembradíos y ganado. Afortunadamente las lluvias retornaron en septiembre de 2013.

- Lunes 16 de septiembre de 2013: El Huracán Ingrid provoca intensas lluvias las cuales ponen un fin a una sequía de casi 3 años.
- La noche del sábado 23 de mayo de 2015 se registra una tormenta severa con violentas ráfagas de viento, la cual provocó daños a las instalaciones del parque La turbina.

- 26, 27 y 28 de septiembre de 2017: Se registran lluvias extremas de 500 milímetros provocadas por el Frente Frío 3 de la temporada, las cuales desbordaron los arroyos de "La Morita" y "El Jabalí". La lluvia caída fue equivalente a la de un año. El día más crítico fue el jueves 28 de septiembre. La autopista Monterrey-Nuevo Laredo estuvo cerrada así como la Carretera Federal 85 a la altura de arroyos como "El Zacatecas", "Las Jaras" y "La Morita", entre Sabinas Hidalgo y Vallecillo.

- El sorprendente invierno de 2017-2018 dejó paisajes inolvidables con nevadas los días 8 de diciembre y el 31 de diciembre de 2017; además de los días 1 y 2 de enero de 2018. Un suceso extraordinario dado que no se registraba caída de nieve más de una vez en una misma temporada invernal. La última nevada menos intensa fue los días 14 y 15 de enero de 2018.
- La tarde del jueves 9 de abril de 2020 se registra tiempo severo, con violentas ráfagas de viento y granizo que alcanzó el  tamaño de pelotas de béisbol, lo cual provocó daños en automóviles, viviendas, ranchos y animales en el campo. El 2020 fue un año en que se registró tiempo severo con más frecuencia que en años anteriores.

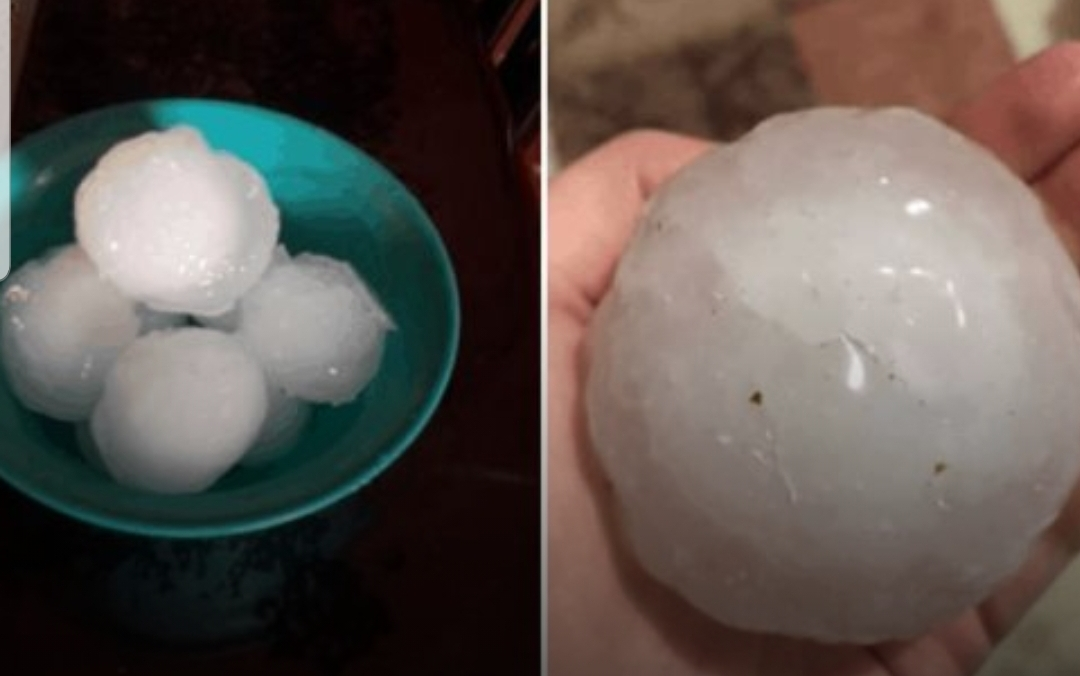
Granizo en la tarde del 9 de abril

- El sábado 30 de mayo de 2020 fue captada una nube embudo a las afueras del municipio, días antes se registraron nubes embudo y torbellinos similares en otros municipios cercanos.
- Los días domingo y lunes 14 y 15 de febrero de 2021 se registran congelantes temperaturas de hasta -7°C con sensaciones térmicas de -12°C rompiéndose el récord de temperatura mínima para un mes de febrero que era de -3°C, la cual databa de 1980. Esto provocó una helada severa; el termómetro se mantuvo bajo cero durante varias horas, esto conllevó a la muerte de la flora no nativa de la región.

- 2022: Una intensa sequía azota a Sabinas y a la región, provocando que el Río Sabinas y los mantos acuíferos alcanzaran un nivel alarmantemente bajo. Afortunadamente se presentaron lluvias intensas los días 3 y 4 de septiembre, reviviendo así a la marchita vegetación y a los cuerpos de agua.

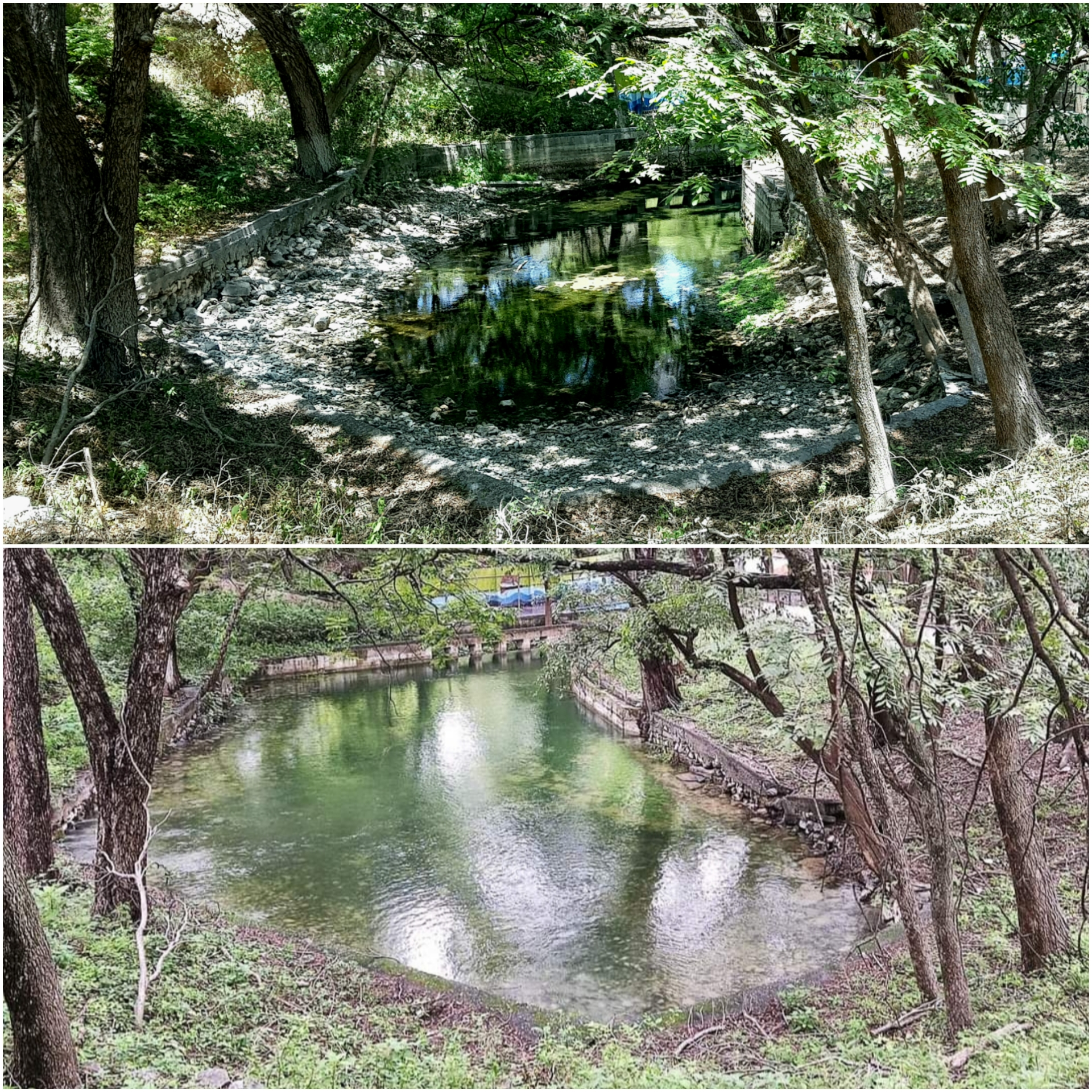
Comparativa del nivel del ojo de agua el 4 de agosto previo a las intensas lluvias y el 5 de septiembre después de las lluvias.

- Lunes 15 de mayo de 2023: Se registra una tormenta severa que dejó una captación récord de 114 milímetros de lluvia en media hora, lo que provocó inundaciones en calles, viviendas y comercios.
- 2023: Se registra una severa sequía, afectando al Río Sabinas haciendo disminuir su caudal a niveles mínimos pocas veces vistos, se presentaron niveles bajos  en mantos acuíferos y afectación en el campo, la ganadería y la flora nativa y no nativa de la región, como el caso de los Fresnos (fraxinus excelsior) pues al no ser nativos de la región, muchos de ellos no resistieron.

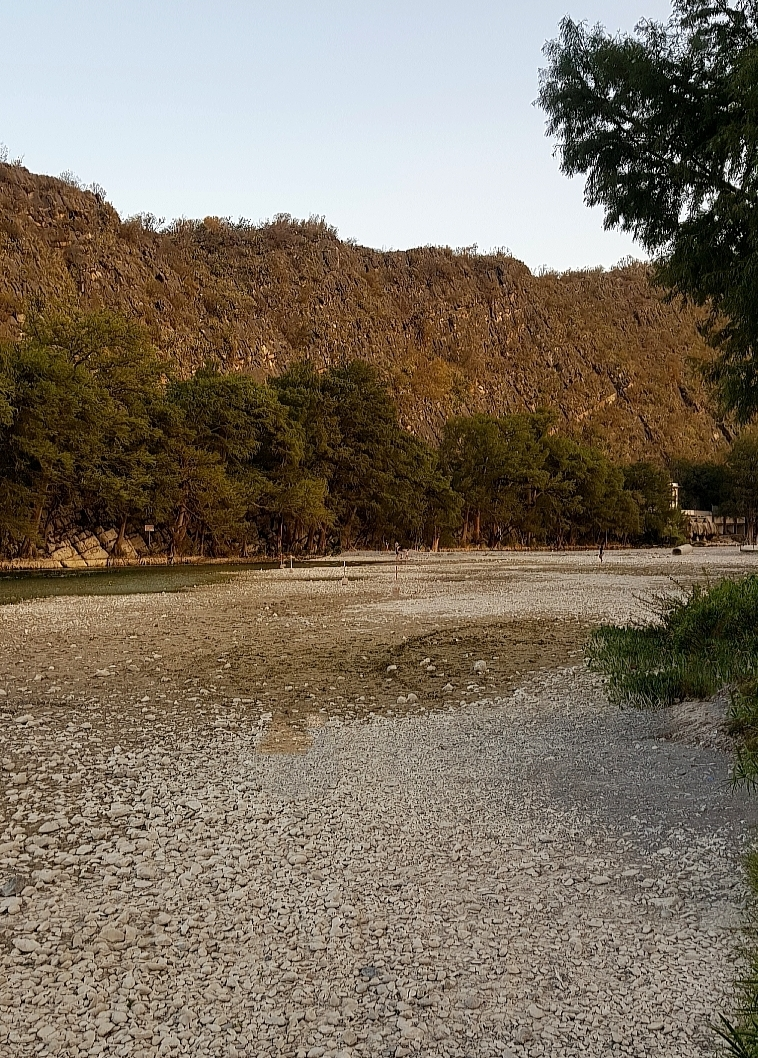
Parque La Turbina durante la intensa sequía.

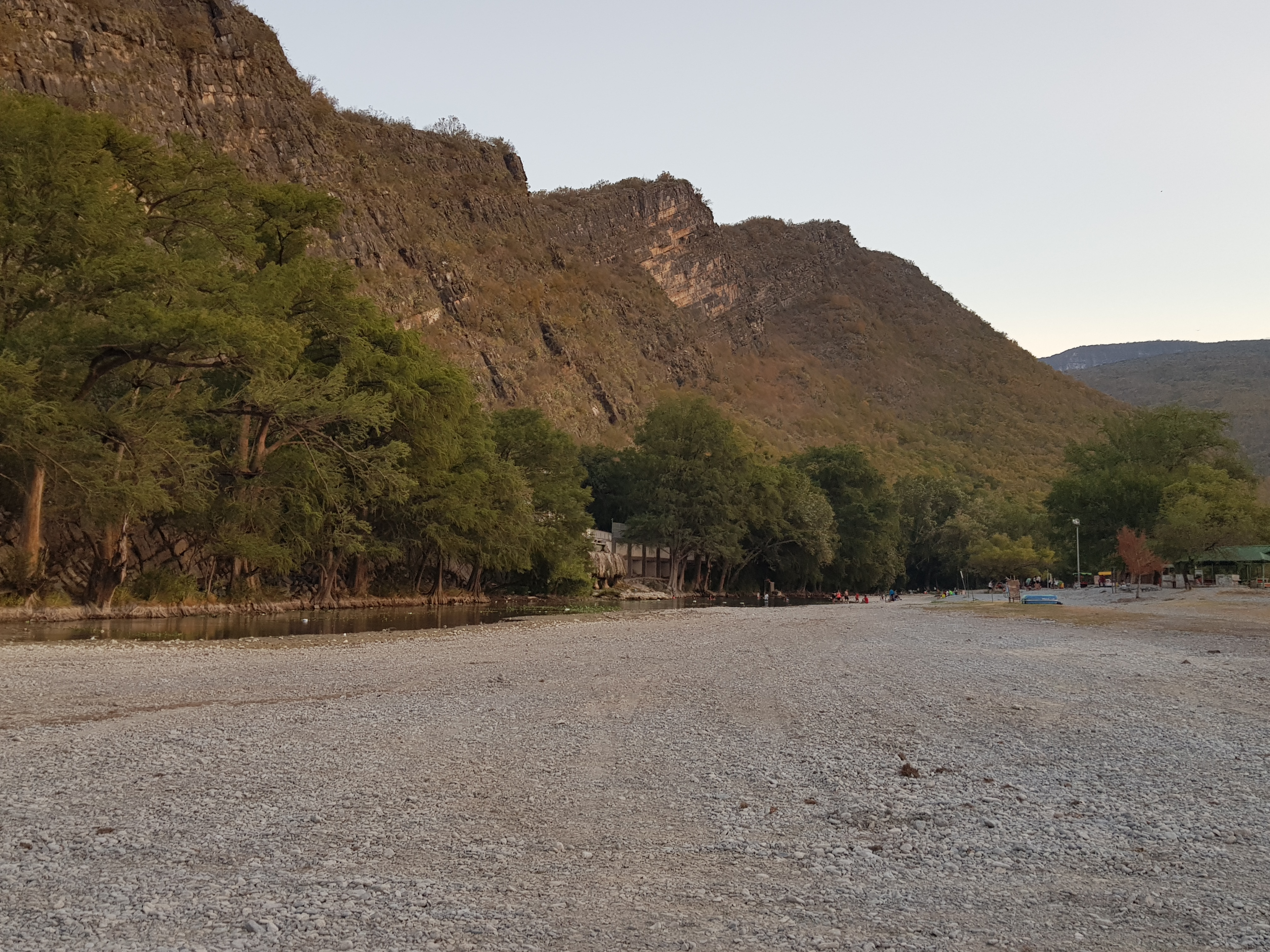
Bajo caudal del Río Sabinas en septiembre de 2023.

- En la tarde del lunes 26 de mayo de 2025 se registró tiempo severo, las tormentas provocaron lluvia intensa, caída de granizo y violentas ráfagas de viento (Downburst) provocando severos daños y cortes de energía eléctrica.

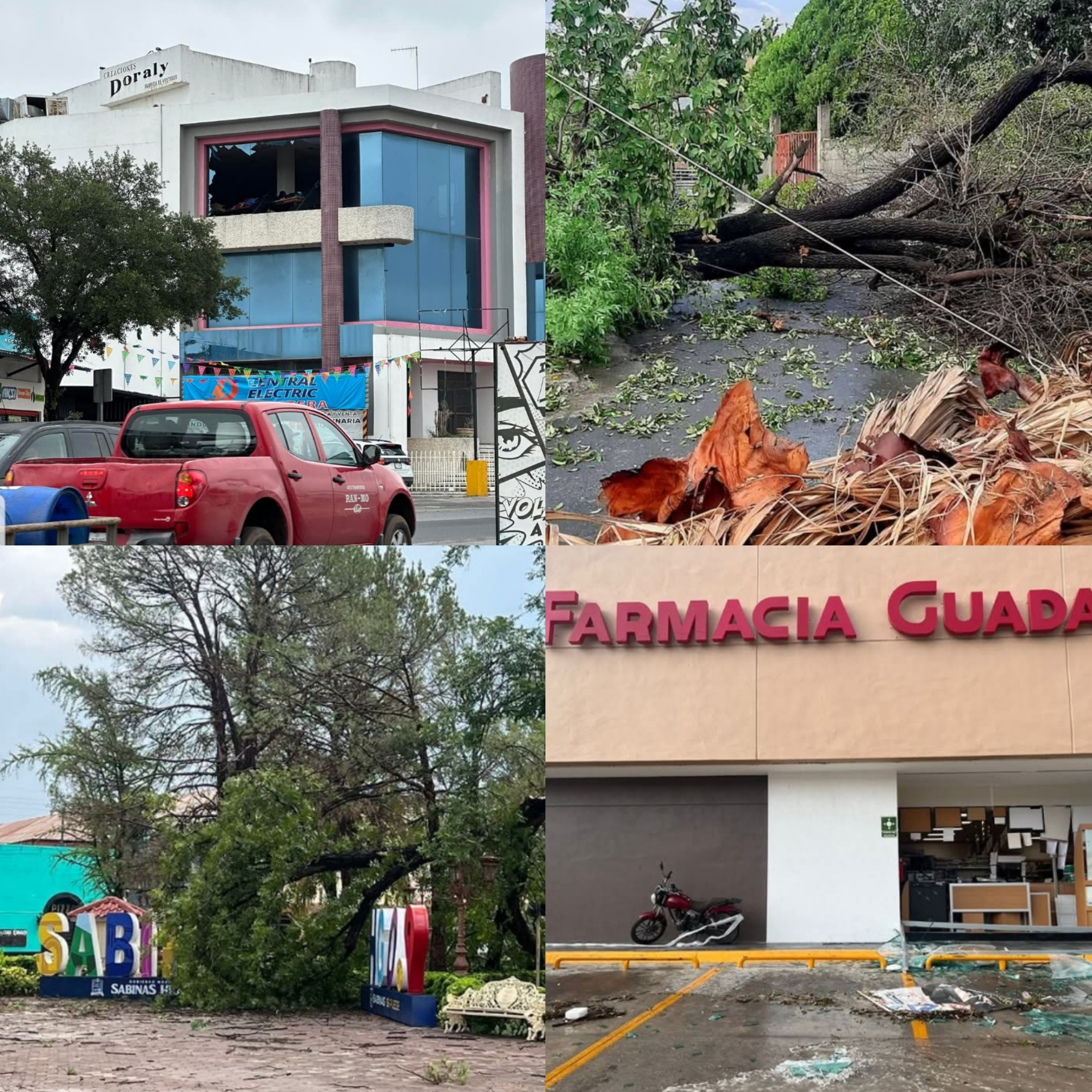
Daños provocados por la tormenta severa en la tarde del 26 de mayo

## Demografía
Su población, según el Conteo de Población y Vivienda de 2015 es de 35 546 habitantes, de los cuales 30 998 habitan en la cabecera municipal y 1 042 en las demás comunidades. La actualización del censo del 2010 arroja 34 860.
El número de hombres es de 15 876 y las mujeres son 16 614; el grupo de edad con el mayor número de pobladores es el de 10 a 14 años con 3 237.
El promedio de edad de la población es de 27 años, siendo para los varones 26 y para las mujeres 28 años.

## Clima
El clima de Sabinas Hidalgo es BSh - Semiárido cálido. A lo largo del año, se dan pocas precipitaciones. De acuerdo con Köppen y Geiger el clima se clasifica como BSh. En Sabinas Hidalgo, la temperatura media anual es de 22.4 °C.  Las lluvias más intensas se registran entre los meses de mayo a septiembre entre estos meses se presentan tormentas eléctricas en ocasiones muy severas que derivan en inundaciones repentinas, granizadas y vientos dañinos. Varía tanto la pluviosidad que hay años que oscila entre 500 mm y 1000 mm debido a sistemas tropicales y sequías extremas. Precipitaciones aquí promedios 576 milímetros. En las estaciones de verano y en primavera la máxima llega a rebasar los 30°C e incluso los 40°C, en ocasiones se llegan a temperaturas tórridas que rebasan los 40 °C. La temperatura máxima registrada se dio el 13 de mayo de 1995 con 48.5°C. En invierno la máxima en promedio es de 18°C y la mínima puede bajar por debajo de los 0°C, e incluso pueden presentarse nevadas o heladas aunque las nevadas no son muy comunes. La temperatura mínima registrada se dio un 25 de diciembre de 1983 con -12°C.
Clima BSh - Semiárido cálido de Sabinas Hidalgo:
| Parámetros climáticos promedio de Sabinas Hidalgo (308 m s. n. m.) - Normales y extremas: 1951-2010 | Parámetros climáticos promedio de Sabinas Hidalgo (308 m s. n. m.) - Normales y extremas: 1951-2010 | Parámetros climáticos promedio de Sabinas Hidalgo (308 m s. n. m.) - Normales y extremas: 1951-2010 | Parámetros climáticos promedio de Sabinas Hidalgo (308 m s. n. m.) - Normales y extremas: 1951-2010 | Parámetros climáticos promedio de Sabinas Hidalgo (308 m s. n. m.) - Normales y extremas: 1951-2010 | Parámetros climáticos promedio de Sabinas Hidalgo (308 m s. n. m.) - Normales y extremas: 1951-2010 | Parámetros climáticos promedio de Sabinas Hidalgo (308 m s. n. m.) - Normales y extremas: 1951-2010 | Parámetros climáticos promedio de Sabinas Hidalgo (308 m s. n. m.) - Normales y extremas: 1951-2010 | Parámetros climáticos promedio de Sabinas Hidalgo (308 m s. n. m.) - Normales y extremas: 1951-2010 | Parámetros climáticos promedio de Sabinas Hidalgo (308 m s. n. m.) - Normales y extremas: 1951-2010 | Parámetros climáticos promedio de Sabinas Hidalgo (308 m s. n. m.) - Normales y extremas: 1951-2010 | Parámetros climáticos promedio de Sabinas Hidalgo (308 m s. n. m.) - Normales y extremas: 1951-2010 | Parámetros climáticos promedio de Sabinas Hidalgo (308 m s. n. m.) - Normales y extremas: 1951-2010 | Parámetros climáticos promedio de Sabinas Hidalgo (308 m s. n. m.) - Normales y extremas: 1951-2010 |
| Mes                                                                                                 | Ene.                                                                                                | Feb.                                                                                                | Mar.                                                                                                | Abr.                                                                                                | May.                                                                                                | Jun.                                                                                                | Jul.                                                                                                | Ago.                                                                                                | Sep.                                                                                                | Oct.                                                                                                | Nov.                                                                                                | Dic.                                                                                                | Anual                                                                                               |
| --------------------------------------------------------------------------------------------------- | --------------------------------------------------------------------------------------------------- | --------------------------------------------------------------------------------------------------- | --------------------------------------------------------------------------------------------------- | --------------------------------------------------------------------------------------------------- | --------------------------------------------------------------------------------------------------- | --------------------------------------------------------------------------------------------------- | --------------------------------------------------------------------------------------------------- | --------------------------------------------------------------------------------------------------- | --------------------------------------------------------------------------------------------------- | --------------------------------------------------------------------------------------------------- | --------------------------------------------------------------------------------------------------- | --------------------------------------------------------------------------------------------------- | --------------------------------------------------------------------------------------------------- |
| Temp. máx. abs. (°C)                                                                                | 39.5                                                                                                | 41.0                                                                                                | 45.3                                                                                                | 46.0                                                                                                | 48.5                                                                                                | 47.5                                                                                                | 44.0                                                                                                | 44.0                                                                                                | 44.5                                                                                                | 40.0                                                                                                | 39.0                                                                                                | 38.5                                                                                                | 48.5                                                                                                |
| Temp. máx. media (°C)                                                                               | 20.9                                                                                                | 24.0                                                                                                | 27.8                                                                                                | 31.6                                                                                                | 34.8                                                                                                | 37.0                                                                                                | 37.1                                                                                                | 36.6                                                                                                | 33.6                                                                                                | 29.5                                                                                                | 24.6                                                                                                | 20.8                                                                                                | 29.8                                                                                                |
| Temp. media (°C)                                                                                    | 13.7                                                                                                | 16.2                                                                                                | 19.4                                                                                                | 23.4                                                                                                | 27.0                                                                                                | 29.4                                                                                                | 29.6                                                                                                | 29.3                                                                                                | 26.5                                                                                                | 22.4                                                                                                | 17.4                                                                                                | 14.0                                                                                                | 22.4                                                                                                |
| Temp. mín. media (°C)                                                                               | 6.5                                                                                                 | 8.5                                                                                                 | 11.0                                                                                                | 15.3                                                                                                | 19.3                                                                                                | 21.8                                                                                                | 22.1                                                                                                | 21.9                                                                                                | 19.8                                                                                                | 15.3                                                                                                | 10.3                                                                                                | 7.2                                                                                                 | 14.9                                                                                                |
| Temp. mín. abs. (°C)                                                                                | −4.0                                                                                                | −7.0                                                                                                | −4.0                                                                                                | 0.0                                                                                                 | 7.0                                                                                                 | 11.0                                                                                                | 11.0                                                                                                | 12.0                                                                                                | 2.5                                                                                                 | 0.0                                                                                                 | −2.0                                                                                                | −12.0                                                                                               | −12.0                                                                                               |
| Precipitación total (mm)                                                                            | 26.5                                                                                                | 20.7                                                                                                | 19.7                                                                                                | 43.6                                                                                                | 55.3                                                                                                | 55.8                                                                                                | 69.2                                                                                                | 74.9                                                                                                | 128.8                                                                                               | 48.9                                                                                                | 14.2                                                                                                | 18.5                                                                                                | 576.1                                                                                               |
| Nevadas (cm)                                                                                        | 1.0                                                                                                 | 0.0                                                                                                 | 0.0                                                                                                 | 0.0                                                                                                 | 0.0                                                                                                 | 0.0                                                                                                 | 0.0                                                                                                 | 0.0                                                                                                 | 0.0                                                                                                 | 0.0                                                                                                 | 0.0                                                                                                 | 0.0                                                                                                 | 1.0                                                                                                 |
| Días de lluvias (≥ 0,1 mm)                                                                          | 4.7                                                                                                 | 4.0                                                                                                 | 3.3                                                                                                 | 4.2                                                                                                 | 5.3                                                                                                 | 4.4                                                                                                 | 4.2                                                                                                 | 4.6                                                                                                 | 6.4                                                                                                 | 4.6                                                                                                 | 3.4                                                                                                 | 3.3                                                                                                 | 52.4                                                                                                |
| Días de nevadas (≥ 1 mm)                                                                            | 1.0                                                                                                 | 0                                                                                                   | 0                                                                                                   | 0                                                                                                   | 0                                                                                                   | 0                                                                                                   | 0                                                                                                   | 0                                                                                                   | 0                                                                                                   | 0                                                                                                   | 0                                                                                                   | 0                                                                                                   | 1.0                                                                                                 |
| Horas de sol                                                                                        | 193                                                                                                 | 137                                                                                                 | 155                                                                                                 | 167                                                                                                 | 163                                                                                                 | 178                                                                                                 | 194                                                                                                 | 226                                                                                                 | 167                                                                                                 | 142                                                                                                 | 196                                                                                                 | 185                                                                                                 | 2104                                                                                                |
| Humedad relativa (%)                                                                                | 47                                                                                                  | 44                                                                                                  | 40                                                                                                  | 40                                                                                                  | 50                                                                                                  | 51                                                                                                  | 53                                                                                                  | 56                                                                                                  | 60                                                                                                  | 71                                                                                                  | 58                                                                                                  | 53                                                                                                  | 65                                                                                                  |
| Fuente: Servicio Meteorológico Nacional                                                             | | | | | | | | | | | | | |

## Economía
Su economía está basada en la preparación de alimentos y la ganadería en diversas ramas, desde la crianza, la engorda, la importación y exportación de ganado vacuno en pie, en canal y procesado, así como la elaboración y respectiva comercialización de productos lácteos, sin embargo desde mediados del siglo XX también se distingue por su industria de confección de ropa, principalmente para damas y niñas. Se cultivan primordialmente forraje para el ganado, pero también en menor escala cereales como el maíz y el trigo, de las frutas, la más demandada por los visitantes es el aguacate, pero también se cosechan sandía, melón y calabaza.

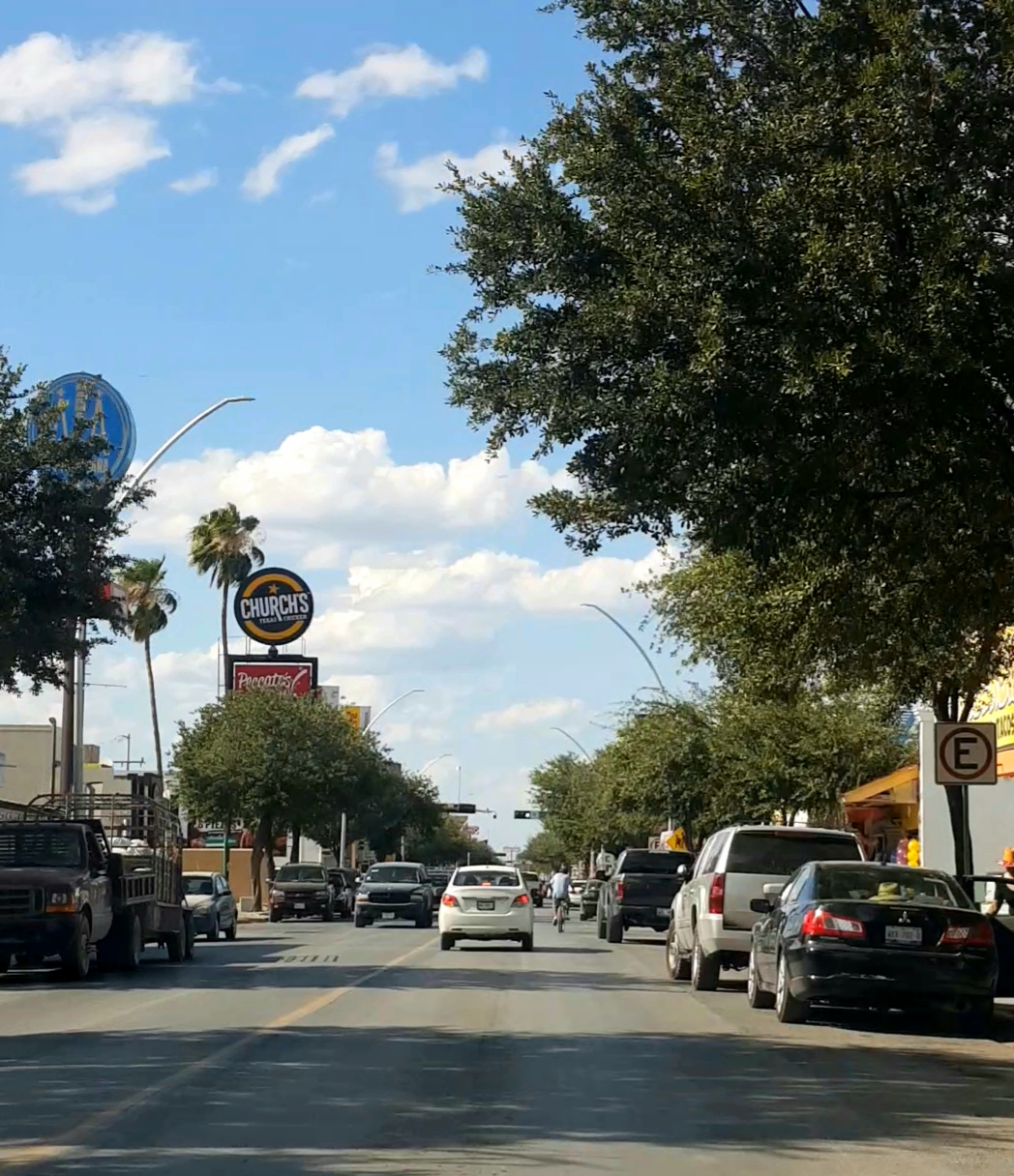
Zona comercial de Sabinas Hidalgo

## Educación
El índice de alfabetización del municipio es del 95.2 por ciento entre los mayores de 6 años.
Existen veinte centros de enseñanza de educación preescolar, treinta de educación primaria, ocho de educación secundaria y cinco instituciones de educación media superior. 
En educación superior se cuenta con una Escuela Normal para maestros que oferta licenciaturas en educación preescolar y en educación primaria; y con cuatro extensiones de facultades de la Universidad Autónoma de Nuevo León: la Facultad de Contaduría Pública y Administración que ofrece las carreras de Contador Público, licenciado en Administración y licenciado en Tecnologías de Información; la Facultad de Derecho y Criminología ofrece la Licenciatura en Derecho y Licenciatura en Criminología; la Facultad de Enfermería y la Facultad de Psicología.Existen instituciones de carácter privado, entre ellas el Colegio "John F. Kennedy" Preescolar e Inglés, El Instituto San Eugenio, con niveles de preescolar, primaria y secundaria, la Academia Comercial "Sabinas", técnicos en contabilidad y otras especialidades, así como dos academias de belleza. El Instituto Superior para la Educación Integral de Monterrey que ofrece programas de Posgrado en Educación.

## Gobierno
La máxima autoridad en el ayuntamiento es el cabildo encabezado por el Alcalde y acompañado además por ocho regidores, 6 de ellos por mayoría relativa y los dos restantes de representación proporcional además de 2 síndicos.
Sabinas Hidalgo forma parte del vigésimo primer distrito electoral local junto a los municipios de Ciudad Anáhuac, Lampazos de Naranjo, Bustamante, Villaldama y Vallecillo, con quienes comparte un diputado en el Congreso del Estado de Nuevo León.
Igualmente, el municipio forma parte del Distrito 12 Electoral Federal del estado de Nuevo León.

## Geografía

### Topografía
Se encuentra localizado en una parte de la Gran Llanura de Norteamérica con altitudes entre 400 y 200 m s. n. m., con serranías en los límites al oeste y sur (Sierras de la Iguana, Santa Clara, Picachos y Minas Viejas con más de 1,200 m s. n. m.).

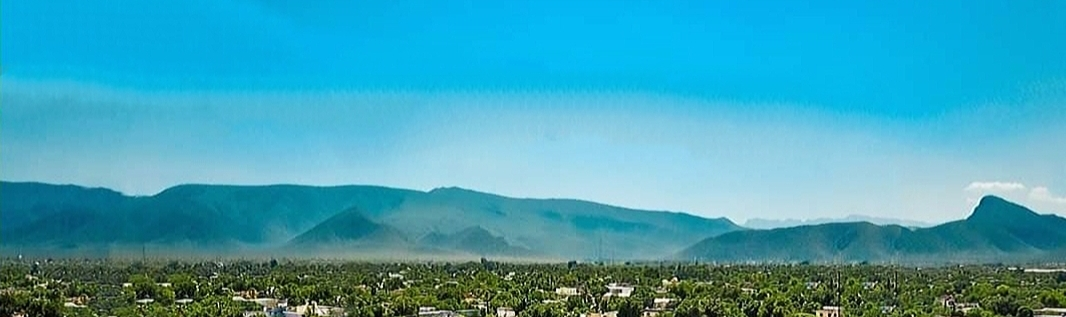
Sierra de Santa Clara y de La Iguana

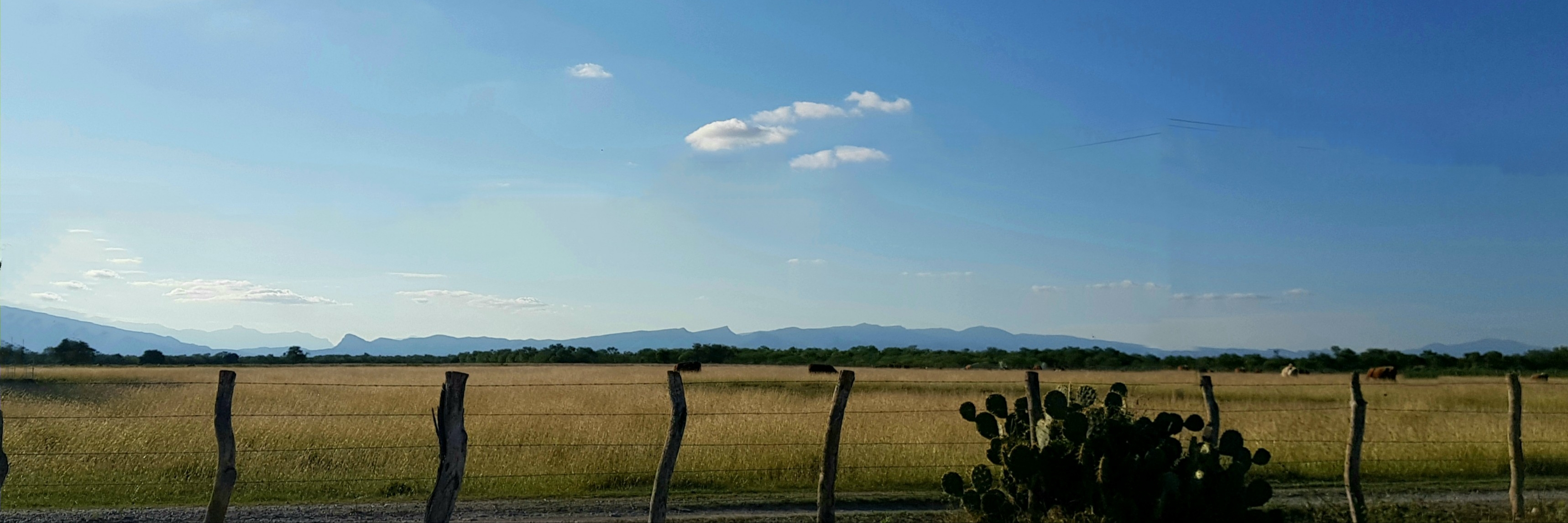
Panorámica de la Sierra de Minas Viejas

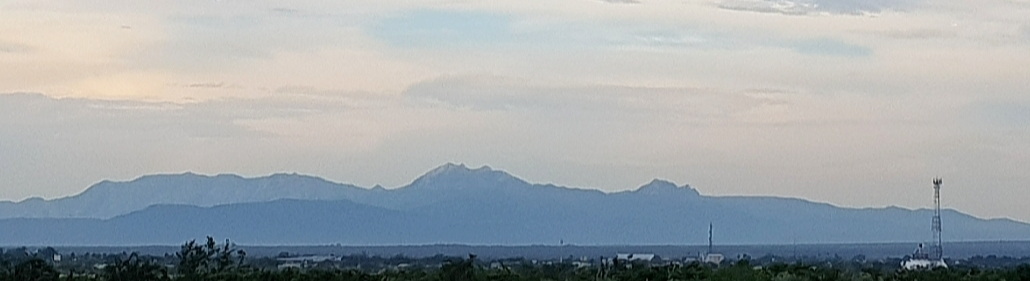
Panorámica de la Sierra de Picachos

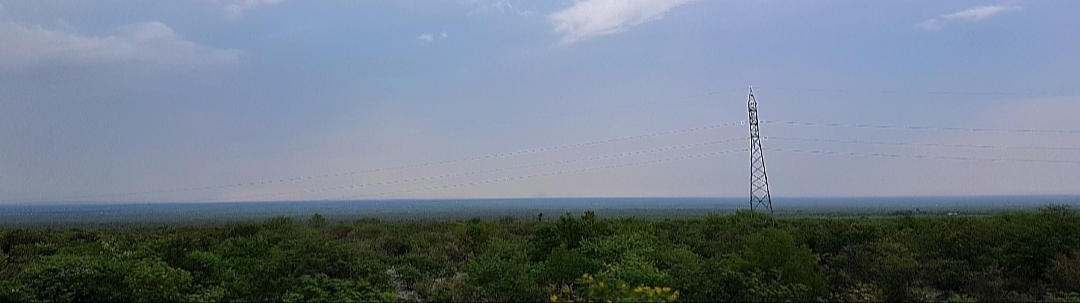
Llanura en Sabinas Hidalgo

### Geología
El municipio se encuentra asentado  sobre sedimentos del eón fanerozoico de la era mesozoica, más precisamente de los períodos cretácico superior y medio (sierras) y de la edad turoniense (llanura). En ese tiempo, el municipio se encontraba sumergido en el fondo de un mar poco profundo; así que, los fósiles que se pueden encontrar corresponden a moluscos, principalmente ammonites y conchas, vestigios de la antigua zona costera. Dentro de los fósiles del pasado geológico reciente (era cuaternaria) se han encontrado restos de mamut y madera.

## Hidrografía
Sabinas Hidalgo es atravesado de oeste a este por el Río Sabinas que pertenece a la Región Hidrológica del Río Bravo y a su vez a la Cuenca Presa Falcón-Río Salado, ubicada en la porción centro-norte-noroeste del estado de Nuevo León. (No confundir con el Río Sabinas en Sabinas (Coahuila)).  Es un río de caudal intermitente, solo llena su cauce en temporada de lluvias o con la llegada de algún sistema tropical. Cuando esto sucede se torna extremadamente peligroso. 
La región hidrológica tiene una superficie de 39,661 kilómetros cuadrados, y la cuenca 13,275, representando esta última 21% de la superficie estatal, según la Síntesis Geográfica y el Anuario Estadístico del Estado de Nuevo León, de INEGI.

Nace entre algunas serranías compartidas con el estado de Coahuila por medio de diferentes corrientes de régimen intermitente, entre ellas las llamadas Huisache-El Salado y La Negra. Se dirige hacia el noreste cruzando por un cañón entre las sierras de Bustamante y Morena, donde la corriente ya es perenne y ahí toma el nombre de Sabinas. Pasa después por los poblados de Bustamante y Villaldama, llegando a Sabinas Hidalgo a una altitud de 313 metros sobre el nivel del mar. El río recorre un poco más de 200 kilómetros desde su nacimiento hasta su desembocadura en el Río Salado que posteriormente llena la Presa Falcón, entre México y los Estados Unidos.

## Cultura
Cada año se realiza en el municipio en el mes de julio la Feria de la Fundación, para conmemorar un aniversario más de existencia de Sabinas Hidalgo, en ella se realizan diversos eventos culturales, como han sido presentación de libros alusivos al municipio, exposiciones de artes plásticas, muestras de danzas folclóricas de diferentes partes de la región y el país, entre otras.
Desde 2010 se lleva cabo en el mes de abril el evento MOTO ROCK, organizado por la Secretaría de Turismo municipal, que atrae a gran número de visitantes. En su edición 2014 contó con más de 1,000 motociclistas, de clubes de muchas ciudades del Noreste, Texas y la Cd. de México, entre otras.
El 25 de febrero de 2007 se constituyó el Consejo de la Historia y Cultura Sabinas Hidalgo, organismo que tiene como finalidad promover y difundir la historia, tradiciones y cultura sabinenses.
Segundo sábado de Arte: evento que tiene lugar en al plaza principal de esta ciudad, y que se organiza el segundo sábado de cada mes, donde artistas de la plástica, las letras, la música y otras expresiones se dan cita en un marco familiar y entusiasta.

## Turismo

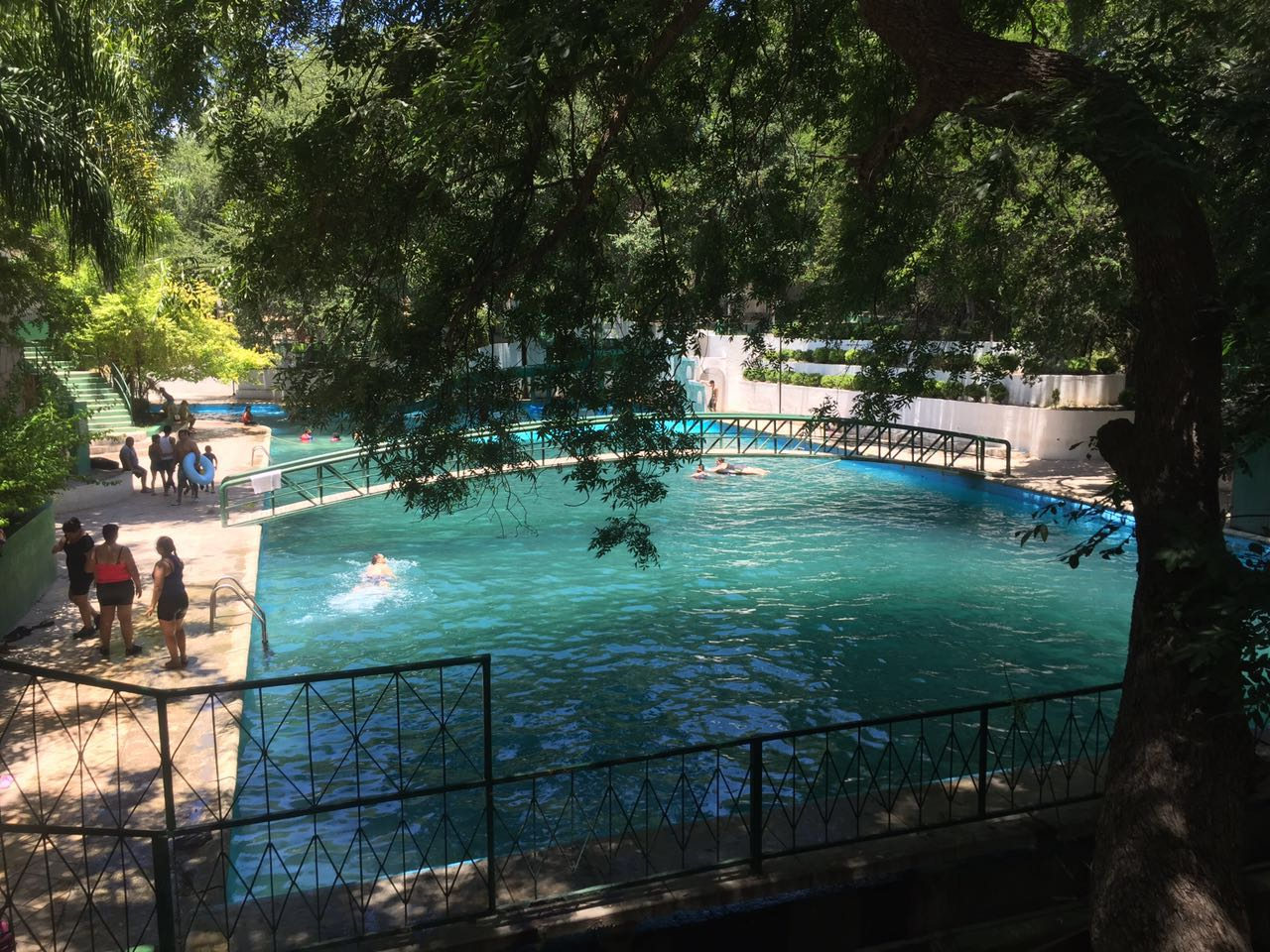
Alberca Miguel González López en el Ojo de Agua

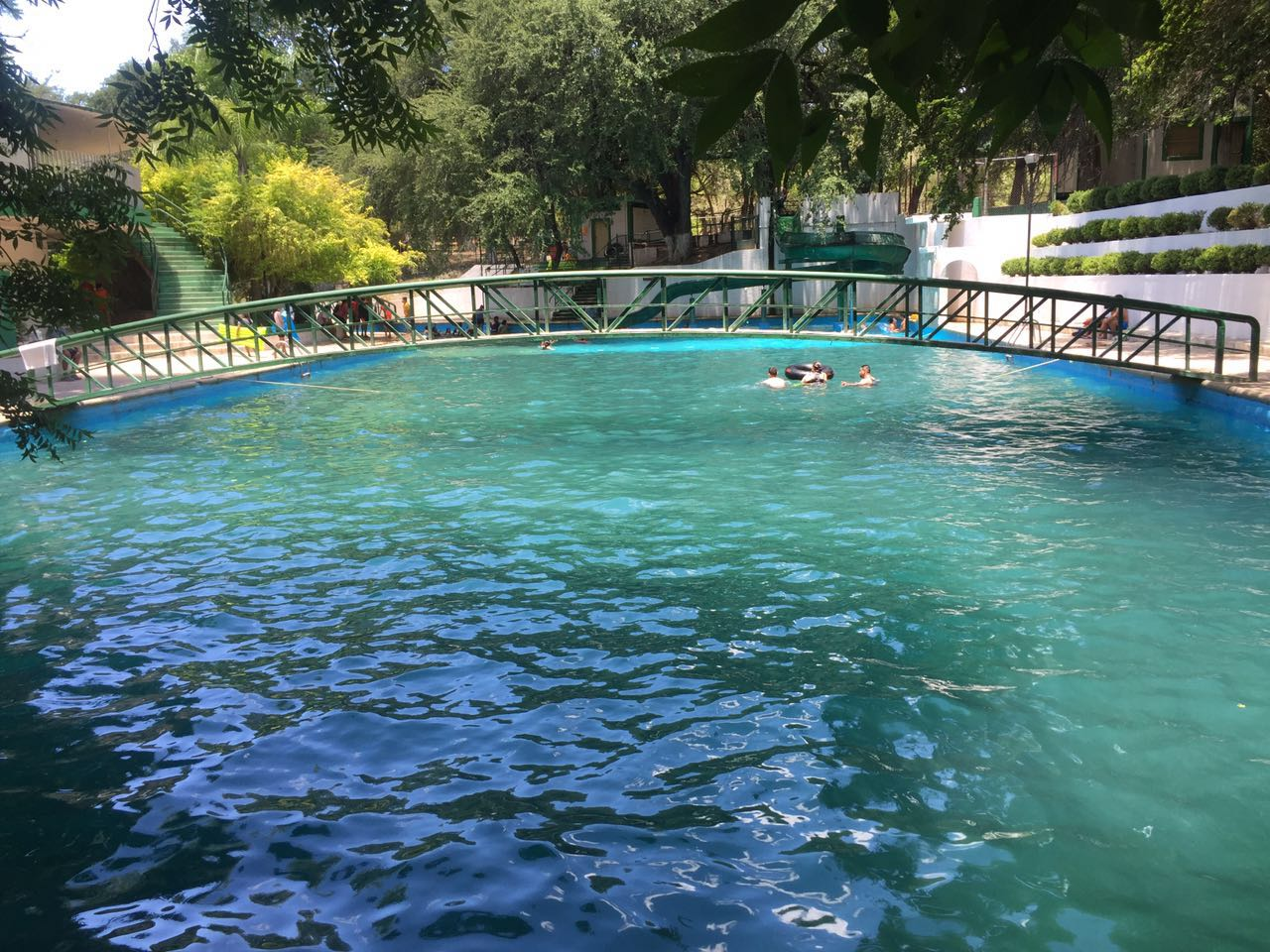
Alberca Miguel González López en el Ojo de Agua

Las fiestas de Navidad y Año Nuevo, son de gran arraigo y con mucho las más importantes y principales a lo largo del año. Miles de personas acuden desde los Estados Unidos y otros lugares a visitar la ciudad y reunirse con sus familias. Hay todo tipo de eventos, carreras de autos, bailes, y celebraciones de carácter social y religioso. 
Sabinas Hidalgo, N. L. ofrece parajes naturales de gran belleza como lo son : Parque Ojo de Agua, Parque la Turbina, Parque Charco del Lobo, Parque La Coleada, entre otros.
Parque La Turbina: A 4 km tiene una cascada artificial al pie del Cerro de La Cuchilla, cuenta con  juegos acuáticos, palapas, asadores, restaurantes, canchas y juegos infantiles.
Parque Charco del Lobo: A 3 km lugar de convivencia familiar con palapas y asadores junto al Río Sabinas, cuenta con juegos infantiles y estacionamiento.
Parque Ojo de Agua: A 5 km alberca de agua corriente, toboganes, juegos, asadores, palapas, ideal para campar.
Parque La Coleada: Instalaciones junto a la Presa "Mariano Escobedo" de la comunidad de Sombreretillo, con palapas, juegos infantiles, botadero de lanchas.
Presa Mariano Escobedo: Se pueden practicar deportes acuáticos. Cuenta con un área para acampar y disfrutar de la naturaleza de una manera directa.
Sierra de Picachos: Área Natural Protegida que cuenta con 27 especies de mamíferos y 139 especies de aves, 51 de reptiles y 12 de anfibios.
Sabinas Hidalgo tiene con una enorme extensión de parajes montañosos y circuitos de montaña. Las principales cumbres que rodean a la cabecera municipal la forman parte de la Sierra de Santa Clara: El Pico de Santa Clara, La Cruz del Aire, La Mesa de los Burros, La Mesa del Cedral y Los Tres Picos, esta última montaña es reconocida como sitio habitual de entrenamiento de los montañistas de la localidad. En la parte Oeste se encuentra la Sierra de la Iguana o Minas Viejas, con alturas importantes y soberbios paisajes. En la Sierra de Picachos, se encuentran lugares cubiertos con bosques de pinos y encinos, y con cumbres principales: Pico Picachos, Picacho El Durazno, (Las Hayas) Pico El Gallo, y las cumbres del Pico Nueces. Todos ellos preferidos por los deportistas que acostumbran escalarlos. Son cumbres que ofrecen un reto y requieren de experiencia y buena condición física.
Museo de Historia Regional "Celso Garza Guajardo"
Aquí se exhiben puntas de flecha así como otros interesantes documentos históricos.
Templo de San José
Construido en 1710 y tiene como atractivo principal un retablo cubierto por hoja de oro, de estilo churrigueresco, único con estas características en todo el estado

## Deporte
Los deportes más practicados en Sabinas Hidalgo son el fútbol, softbol, béisbol y el baloncesto, sin dejar de lado la práctica de otras disciplinas como el voleibol y el atletismo.

### Fútbol
El municipio cuenta con infraestructura para la práctica de diferentes disciplinas deportivas, la más popular de ellas es el fútbol, que es jugado a diario en distintas ligas, siendo la mayor de ellas la Liga Municipal que agrupa a 28 equipos que se enfrentan cada domingo; además existen varios torneos nocturnos de fútbol soccer y fútbol rápido.
En el plano profesional, la ciudad fue sede del equipo profesional Alazapas, quienes militaron en la Tercera División del Fútbol Profesional Mexicano; y del cual surgieron dos jugadores a la Primera División: Carlos Alanís con el Club de Fútbol Monterrey; y Mario Hernández Lash, del Atlante.

### Softbol
El segundo deporte en popularidad es el softbol, practicado en tres ligas distintas que juegan los viernes por la noche, una de ellas; la otra los sábados por la tarde; y la tercera los domingos; siendo la nocturna organizadas en parte por la Liga Pequeña de Béisbol Sabinas Hidalgo para hacerse de recursos económicos para fomentar el deporte infantil.

### Béisbol
Precisamente el béisbol es otro de los deportes con mayor número de adeptos y que más satisfacciones ha brindado a los sabinenses, sobre todo a nivel infantil, pues la Liga Pequeña de Béisbol Sabinas Hidalgo obtuvo tres campeonatos nacionales en la década de los ochenta, el primero de ellos en 1980 en Tampico, Tamaulipas; el segundo en 1982 en Anáhuac, Chihuahua; y el tercero de ellos fue conquistado en casa en 1986; todos en la categoría menor, que es formada con niños de 9 y 10 años de edad.
Además de ese torneo de 1986, la ciudad ha albergado otros campeonatos nacionales de este deporte, en 1981 fue sede del Campeonato Nacional de Béisbol del IMSS en la categoría de juvenil "A", jovencitos de 14 y 15 años de edad; en ese mismo año la Liga Pequeña fue anfitriona del IV Campeonato Nacional de Ligas Pequeñas en la división moyote, para niños entre 6 y 8 años de edad, en el cual los dueños del parque obtuvieron el subcampeonato; y en 1988 se efectuó el Campeonato Nacional de los Juegos Escolares de Béisbol en la categoría infantil, niños de 11 y 12 años, torneo que se adjudicó el representativo del estado de Baja California, obteniendo la escuadra local, representando a Nuevo León, el segundo puesto.
En el plano internacional, Sabinas Hidalgo ha sido subsede de dos campeonatos mundiales de la especialidad organizado por la International Baseball Federation, el primero en 1990 en la categoría AA, jóvenes de 14 y 15 años de edad, el cual fue conquistado por Japón derrotando en la final a Brasil; y al año siguiente, en 1991, en la categoría AAA de la misma organización, participando jóvenes de 16 a 18 años de edad, conquistando el campeonato el representativo de Cuba venciendo en la final a los Estados Unidos de América.
El único deportista sabinense en formar parte de un equipo profesional en una liga organizada fue un beisbolista, Mario "La Paloma" Ibarra, quien jugó para los Broncos de Reynosa de la Liga Mexicana de Béisbol.

## Comunicaciones
El municipio es cruzado por la carretera federal 85 México-Nuevo Laredo, y es extremo de tres carreteras estatales: de la carretera estatal Sabinas-Parás, de la ruta Sabinas-Villaldama, de la carretera Sabinas-Lampazos de Naranjo, la cual no está pavimentada en su totalidad.
Existen en la ciudad varios medios de comunicación por medio de los cuales los sabinenses obtienen información y entretenimiento.

### Medios electrónicos
Radio
Cuenta con tres emisoras de radio XESH Radio Sabinas en el 1400 de AM; y XHSBH FM-100 en el 100.9 de FM, emisoras comerciales propiedad del Grupo Radio Alegría; y XHSAB, Expresión FM que transmite a través de la frecuencia 89.5 de FM de Radio Nuevo León, la radio estatal; igualmente se recibe la señal de estaciones de radio de Monterrey, Nuevo Laredo, y otras emisoras de los estados vecinos y Estados Unidos de América.
Televisión
En Sabinas Hidalgo se ubican estaciones repetidoras de los canales nacionales 2 de Televisa transmitiendo en el canal 9, y 7 de TV Azteca en el canal 8; y de los regiomontanos 12 y 64, que transmiten a través del 11 y del 64 de Multimedios Televisión; y la señal oficial del gobierno del estado, TV Nuevo León XHMNL Canal 28 de Monterrey, el cual emite su señal por medio del canal 13 local; y al igual que sucede con la radio, se puede recibir la señal de varios canales foráneos.
Cuenta con un sistema de cable local llamado Cablevisión perteneciente al Grupo Multimedios que Monterrey, Nuevo León, que ofrece 55 señales de canales nacionales, internacionales y regionales, así como su canal propio, por el cual se transmiten programas producidos y conducidos por habitantes de la ciudad.
También la población disfruta de mayor diversidad de programación por medio de los sistemas satelitales DTH, SKY y Dish.
Radioaficionados
El Radio Club Sabinas mantiene constante comunicación con radioaficionados transmitiendo en la banda de 2 metros, principalmente, y con una repetidora en fase de pruebas.

### Medios impresos
Entre los medios impresos se encuentran Semana Regional, semanario fundado en el año de 1953; La Prensa de Sabinas 2.ª época, diario matutino que informa sobre los acontecimientos más relevantes de Sabinas Hidalgo y la región; el semanario La Opinión; y la revista Visión Rotaria, editada bimestralmente por el Club Rotario de Sabinas Hidalgo y de circulación gratuita para comunicar sus actividades y recaudar fondos para obras de beneficio social por medio de la venta de publicidad.